# Київський лікеро-горілчаний завод

Київський лікеро-горілчаний завод «Столичний Стандарт» — підприємство харчової промисловості розташоване у місті Києві. Комплекс виробничих споруд, запроектований київським цивільним інженером Володимиром Безсмертним й займає ділянку площею 1,7 га.

## Історія
Засноване в 1896 році як Казений винний склад № 1 (будівництво розпочате 1894 року), яке побудовано за типовою на той час схемою на 8 розливних столів виробничою потужністю 1000 дал горілки щодоби. До 1914 року миття посуду і розфасовування продукції виконувалися вручну; розлив горілки проводився у посудини місткістю 0,5, 1,0, 3,0 літри та дерев'яні бочки; обсяги виробництва сягали 682 тис. відер щороку; кількість працівників становила понад 100 осіб.
З початку 1-ї світової війни виробництво продукції припинене, й було відновлене 1922 року, коли на основі декрету про націоналізацію винної промисловості розпочав роботу Київський лікеро-горілчаний завод № 2, який увійшов до складу об'єднання спиртових заводів України.
Крім горілки, підприємство розпочало виробляти лікери, гіркі настоянки, солодкі наливки. Під час оборони Києва влітку 1941 року виготовляв пляшки із запалювальною сумішшю, а в період окупації міста на заводі організовано виробництво мінеральних вод.
Від 1945 року розпочато відбудову приміщень та відновлення виробничих потужностей – 434 тис. дал горілчаних виробів на рік (40 % довоєнного обсягу). Від 1957 року асортимент продукції становив 68 найменувань. Попитом користувалися настоянка гірка «Українська горілка з перцем», горілки «Столична», «Руська», «Посольська», наливки «Спотикач український», «Запіканка українська», «Українська вишнева наливка», «Слив'янка».
У 1958 році на Всесвітній міжнародній виставці у Брюселі продукція заводу нагороджена срібними медалями.
У 1965 році підприємство розпочало докорінну реконструкцію, в результаті якої виробничі потужності зросли до 2,1 млн дал на рік.
У 1982 році до святкування 1500-ліття Києва на заводі розроблено і впроваджено у виробництво нові види продукції: бальзам «Київський», горілки особливі «Київська ювілейна» та «Древньокиївська».
У 1992–2000 роках перебувало у складі виробничо-комерційного комбінату «Алко», створеного на базі заводу; від 2000 року – в оренді у фірми «Еванс Лтд»; від 2002 року – сучасна назва Продукцію реалізує під торг. маркою «Столичний стандарт»; експортує у Велику Британію, Грецію, Німеччину, РФ. 
У 2021 році з'явилася ініціатива ревіталізації території заводу у міський простір за прикладом Creative States на київському заводі Арсенал та Промприлад.Реновація в Івано-Франківську. Ця ініціатива отримала назву Кудрявка.

## Керівники
- І. Остапченко (від 2005)